# Propenidazole
Propenidazole là một dẫn xuất imidazol chống nhiễm trùng được sử dụng trong phụ khoa.